# آرامستان ارامنه خسروآباد
گورستان ارامنه خسروآباد (قوچ) مربوط به دوره قاجار است و در شهرستان سلماس، روستای خسروآباد واقع شده و این اثر در تاریخ ۲۵ اسفند ۱۳۸۰ با شمارهٔ ثبت ۵۰۸۰ به‌عنوان یکی از آثار ملی ایران به ثبت رسیده است.